# 97 км (зупинний пункт, Одеська залізниця)
97 кіломе́тр — залізничний пасажирський зупинний пункт Одеської дирекції Одеської залізниці на лінії Побережжя — Підгородна.
Розташований між селами Сирове та Михайлівка Врадіївського району Миколаївської області між станціями Врадіївка (6 км) та Любашівка (20 км).
На платформі зупиняються приміські поїзди.